# Csesztreg
Csesztreg Zala vármegye nyugati részén, a Lenti járásban, a Kerka völgyében fekvő jelentősebb község.

## Fekvése
Csesztreg a 86-os számú másodrendű főúttól mintegy három kilométerre fekszik, arról letérve több irányból jól megközelíthető. A településen vezet keresztül a Lenti–Bajánsenye közt húzódó 7416-os út, amely jelentős átmenő teher- és személyforgalmat bonyolít Szlovénia irányában, valamint itt ér véget a Rédicsről induló 7418-as út és a Zalabaksa központjával közvetlen kapcsolatot teremtő 7419-es út. A faluból indul ki még egy út Szentgyörgyvölgy és Magyarszombatfa felé, ez a 7423-as út, amely a településközpont déli részén ágazik ki a 7416-osból.
Autóbusszal mind Lenti, mind Zalaegerszeg felől jól megközelíthető, a térség valamennyi járata érinti a települést.

## Nevének eredete
A község elnevezése -  nagy valószínűséggel - a horvát Čisty štrug kifejezésből ered, amelynek jelentése "tiszta patak".

## Története
A település első említése 1257-ből való Cheztregh néven. A térségben csak itt volt átkelési lehetőség a mocsaras Kerka környékén, így hamar központi jelentőségre tett szert, 1322-ben már vámot is szedtek a folyón átkelőktől. Temploma 1334-től ismeretes. A település urai a Bánffyak voltak, a birtok személyzete nagyrészt a csesztregi lakosságból tevődött ki.
1469-ben mezővárosi rangot kapott a település, amely fényében megindult a polgárosodás. Iparosok, kézművesek költöztek Csesztregre, sőt több itteni fiatal külföldi egyetemeken folytatott tanulmányokat. Saját tanítóval a 17. századtól rendelkezik a település.
1690-ben az Esterházyak szerezték meg Csesztreget, amely a 19. század elején újból komoly fejlődésen ment keresztül. 1871-ben azonban elvesztette városi rangját, a fejlődése lelassult. Majd az 1890-ben elkészült Zalaegerszeg–Lenti–Csáktornya vasútvonal is elkerülte a települést, így jelentősége csökkent. Mindazonáltal a 20. században megint a térség központjává vált.
1942-ben hozzácsatolták Kerkaújfalut.

## Közélete

### Polgármesterei
- 1990–1994: Bagó József (SZDSZ)[3]
- 1994–1998: Bagó József (független)[4]
- 1998–2002: Bagó József (független)[5]
- 2002–2006: Czupi Sándorné (független)[6]
- 2006–2010: Czupi Sándorné (független)[7]
- 2010–2014: Czupi Sándorné (független)[8]
- 2014–2019: Czupi Magdolna (független)[9]
- 2019–2024: Bedő Róbert (független)[10]
- 2024– : Bécs Tibor (független)[1]

## Gazdaság
A település határában lévő földek jó minőségűek, földművelésre kiválóan alkalmasak. Azonban a mezőgazdasági szektor csak kis hányadát teszi ki a falu gazdaságának.
Csesztregen ipari park működik, de a szolgáltatási szektor is jelentős, elsősorban kereskedelmi és idegenforgalmi létesítményeket lehet találni a községben. Az idelátogató turisták száma kiemelkedően magas.

## Népesség
A település önkormányzata célja alapvetően a falu méretének és jelentőségének növelése, ezért a földeket olcsón osztogatja az ide letelepedni vágyóknak.
Csesztreg ismeretes a népszokásairól, melyek közül az egyik leglátványosabb a farsangi „maskurázás”, amely során álarcba és jelmezbe öltözöttek járják a település házait. A községben tájház is működik, ahol a falu és környéke jellegzetes népi építészetét mutatják be.
A település népességének változása:
| Lakosok száma | 860  | 858  | 849  | 857  | 855  | 804  | 799  | 783  | 770  |
|               | 2013 | 2014 | 2015 | 2016 | 2017 | 2021 | 2022 | 2023 | 2024 |

A 2011-es népszámlálás idején a nemzetiségi megoszlás a következő volt: magyar 95,6%, cigány 1,77%, német 1,5%. A lakosok 69,9%-a római katolikusnak, 6,2% reformátusnak, 0,8% evangélikusnak, 2,47% felekezeten kívülinek vallotta magát (20,5% nem nyilatkozott).
2022-ben a lakosság 93,6%-a vallotta magát magyarnak, 2,4% németnek, 1% cigánynak, 0,1-0,1% románnak, horvátnak, szerbnek és szlovénnek, 1,3% egyéb, nem hazai nemzetiségűnek (5,3% nem nyilatkozott; a kettős identitások miatt a végösszeg nagyobb lehet 100%-nál). Vallásuk szerint 62% volt római katolikus, 4,9% református, 0,4% evangélikus, 0,3% görög katolikus, 0,4% egyéb keresztény, 3,1% felekezeten kívüli (28,9% nem válaszolt).

## Természet
Csesztreg környékén több védett növényfaj is honos (mint a mocsári kockásliliom és sárga sásliliom). Valamint jelentős szarvasállomány található erdeiben, amelyre a vadászturizmus épül.

## Képek

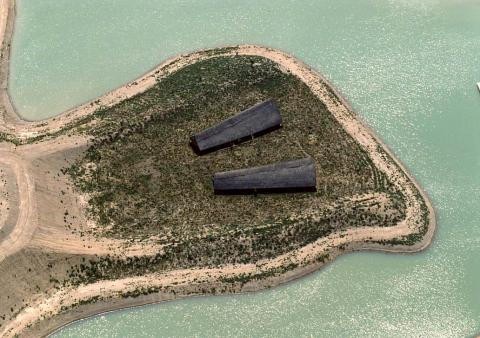
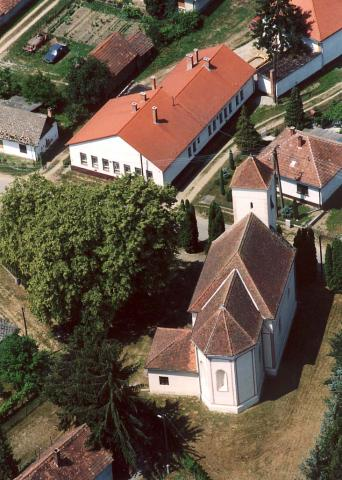
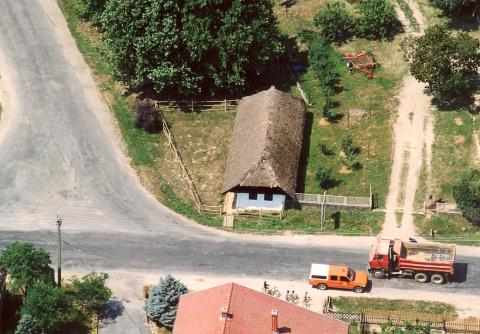
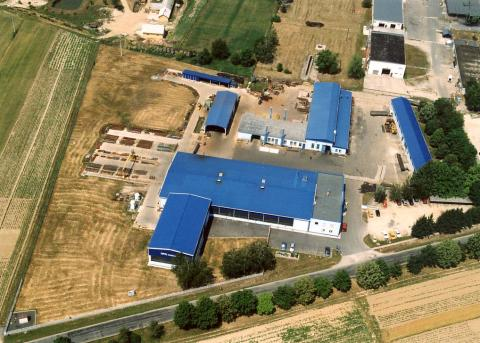

## Látnivalók

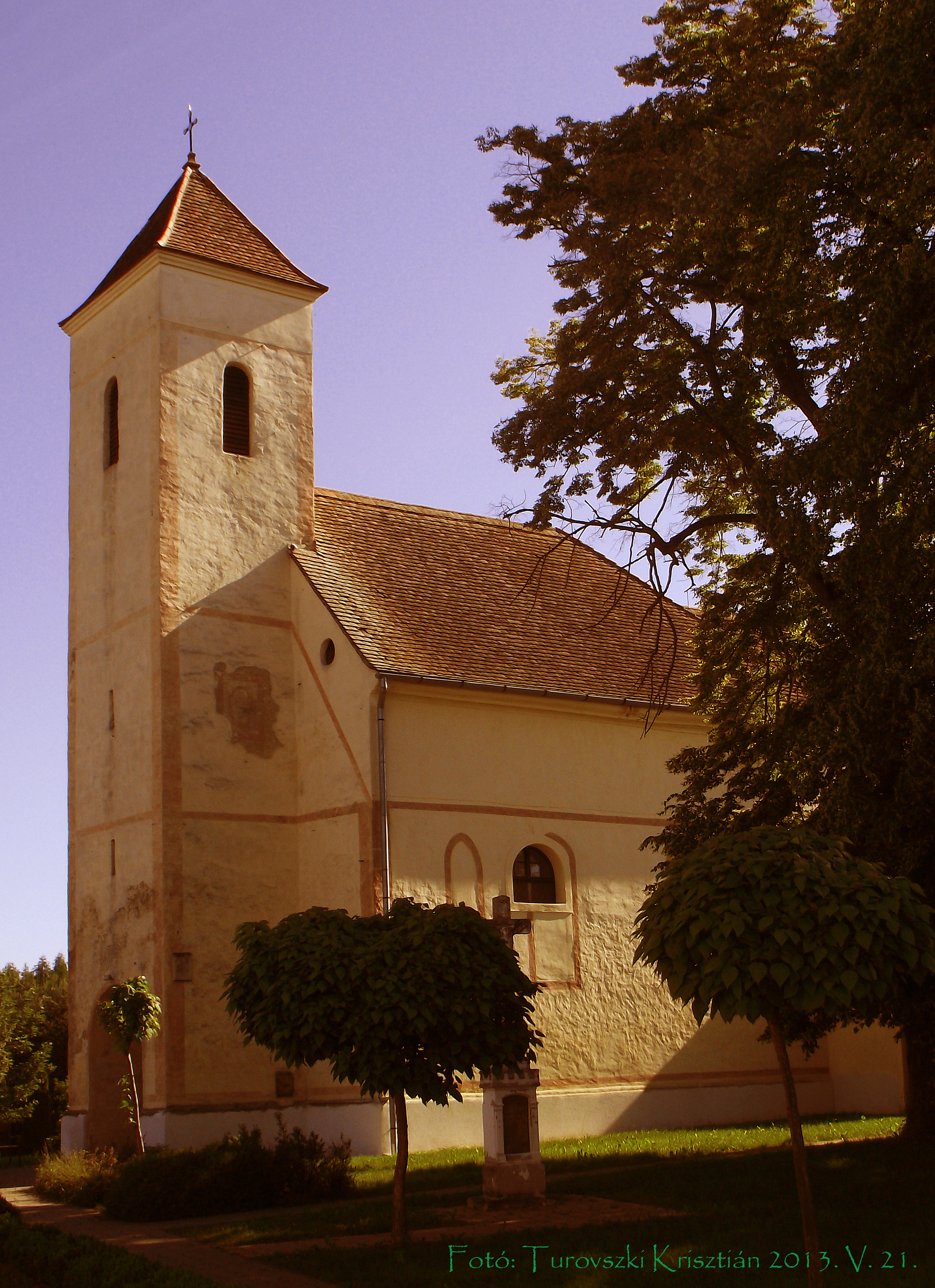
A csesztregi plébániatemplom részletformái és az épület arányai alapján a 13. század második felében épülhetett. Első írásos említése 1323-ból származik, amikor egy birtokfelsorolásban az olvasható, hogy Csesztregen Szent Mór egyháza áll (titulusa ma is Szent Móric).

- Árpád-kori plébániatemplom

- Csesztregi Kanászház
- Tölgyfaliget Szabadidőpark
- Kakukkvirág tanösvény
- Kerkai Jenő-szobor
- Hagyományok Háza

## Testvértelepülése
- Markersdorf-Haindorf (Ausztria)